# Дана (гора)
Да́на (англ. Mount Dana) — гора на східному краю Національного парку Йосеміті в американськосу штаті Каліфорнія. Має висоту 3 981 м та є другою за висотою горою парку (після гори Лаєлл). Гора Дана є найвищим піком в парку, на який можлива легка піша екскурсія. Гора названа на честь Джеймса Двайта Дани, який був професором геології в Йєльському коледжі.